# Vasco Bendini
Vasco Bendini (Bologna, 27 febbraio 1922 – Roma, 31 gennaio 2015) è stato un pittore italiano.

## Biografia
Frequenta negli anni quaranta l'Accademia di belle arti di Bologna seguendo i corsi di Giorgio Morandi e Virgilio Guidi. La prima esposizione è del 1949 alla galleria Bergamini di Milano; alla prima personale nel 1953 alla galleria La Torre di Firenze, presentata da Francesco Arcangeli, espone una serie di tempere su carta vicine alla gestualità di Wols. Nel 1954-1955 indaga le autonome possibilità di espressione della materia producendo nuovi lavori che risentono dell'influenza di Jean Fautrier e si avvicina per un certo tempo all'informale padano dell'ultimo naturalismo di Arcangeli. Nel 1953 e nel 1957 vince un '"premio acquisto" alla prima e alla quinta edizione del premio Spoleto. I riconoscimenti e gli apprezzamenti della critica nazionale si manifestano in questi anni. Nel 1956 è presente ad una collettiva alla galleria de Il Milione di Milano e l'anno successivo sempre ad una collettiva all'Attico di Roma, dove continuerà ad esporre anche in seguito.
È del 1956 la prima partecipazione alla XXVIII Biennale di Venezia; vi ritornerà, con sale personali, nel 1964 (presentato da Maurizio Calvesi) e nel 1972 (presentato da Arcangeli e Renato Barilli). Dal 1973 si stabilisce a Roma dove resterà – collaborando con le gallerie romane L'Attico e Break Club - fino al 1999, per poi stabilirsi a Parma. Dalla metà degli anni sessanta attraversa fasi Neo Dada, poveriste e concettuali, fino alla performance presentata nel 1969 al Museo civico di Bologna; dalla metà del decennio successivo torna alla pittura rarefatta e liquida del periodo informale.
Nel 1968 si tiene la sua prima antologica all'InArch, palazzo Taverna, Roma (Giulio Carlo Argan, Maurizio Calvesi) e cinque anni dopo gli viene dedicata una sala personale alla X Quadriennale nazionale d'arte di Roma. In questi anni allestisce due antologiche all'Istituto di storia dell'arte dell'Università degli Studi di Parma (Calvesi) e alla sala comunale di Alessandria (Vescovo).
Negli
anni '70, '80 e '90 partecipa a personali in sedi museali quali lo C.S.A.C. di Parma,  l'Istituto italiano di cultura di Colonia, il
Museo d'arte moderna di Saarbruecken e
il Museo d'arte moderna di Saarlouis (tutti nella Repubblica Federale Tedesca);
la Galleria comunale d'arte moderna di Bologna,  L'unione culturale "Franco Antonicelli" a Torino,
la Casa del Mantegna a Mantova, il premio Michetti, Francavilla al Mare (CH), la Galleria
comunale d'arte moderna a Spoleto,  il
P.A.C. a Milano, Museo d'arte della città di Ravenna, la Galleria civica di Modena,
Palazzo Forti a Verona, la Galleria civica d'arte Contemporanea di Trento, Museo d'arte della città di Ravenna,  il
Palazzo comunale di Salò, il Museo laboratorio d'arte contemporanea alla
Sapienza di Roma, il Teatro Farnese di Parma (Traiettorie 98), il Palazzo
Sarcinelli a Conegliano Veneto (Treviso).
Tra
i critici che maggiormente l'hanno seguito in questi anni ricordiamo: Bruno
Bandini,  Gino Baratta, Renato Barilli, Francesco
Bartoli,  Maurizio Calvesi, Claudio
Cerritelli, Giorgio Cortenova, Fabrizio D'Amico. Paolo Fossati,  Walter Guadagnini, Flaminio Gualdoni, Roberto Pasini, Carlo Arturo Quintavalle, 
Claudio Spadoni, Sandro Sproccati.
Partecipa a numerose mostre collettive tra cui si ricordano, per gli anni Settanta, Ottanta e Novanta: Arte in Italia 1960 – 1977, Galleria civica d'arte moderna, Torino, 1977; L'Informale in Italia, Galleria d'arte moderna, Bologna, 1983; Kunstmuseum, Lucerna, 1987; Pittura e Realtà, Palazzo dei Diamanti, Ferrara, 1993; Trasparenze dell'arte italiana sulla via della carta, Pechino, 1993.
Nel 1994 viene acquisita dalla FAO, Roma, l'opera di grandi dimensioni Il ciclo della natura, esposta permanentemente nel padiglione A della sede centrale.
Nel 1997 pubblica Parole trovate (Edizioni Aspasia, San Giovanni in Persiceto, Bologna), una raccolta di aforismi e riflessioni. Nel 2000 è tra gli artisti scelti per la mostra Novecento, arte e storia in Italia, Scuderie Papali al Quirinale, Roma (Calvesi). Nel 2003 partecipa all'esposizione La pittura degli anni Cinquanta in Italia alla Galleria d'arte moderna di Torino. Nello stesso anno si inaugurano un'antologica alla Civica galleria d'arte contemporanea di Lissone (Flaminio Gualdoni), in occasione del conferimento del Premio Lissone alla carriera, e una personale al Museo Bocchi, Palazzo Sanvitale, Parma, a cura di Ivo Iori e con un saggio di Giampiero Moretti. In questa occasione viene pubblicato il volume Vasco Bendini. Lettera con accordi, edito da MUP, Parma, in collaborazione con la facoltà di architettura dell'Università di Parma.
Nel 2010 presenta opere storiche rispettivamente al Palazzo del Governatore di Parma (Nove100, Quintavalle, Bianchino) e alla Rotonda di Via Besana di Milano (Il grande gioco, Bruno Corà). In estate riceve il premio alla carriera "Marina di Ravenna", insieme a Georges Mathieu e Arnulf Rainer. Nel novembre dello stesso anno esce il libro di Ezio Raimondi, La stagione di un recensore con un collage in copertina e con sue tavole a colori, ancora in collaborazione con la facoltà di architettura dell'Università degli Studi di Parma. Nell'estate del 2011 Gabriele Simongini gli dedica un omaggio all'interno della LXI Rassegna Internazionale d'arte/premio G.B. Salvi, Sassoferrato (Ancona), mentre in novembre Renato Barilli lo invita a partecipare con una sua opera alla mostra Leonardo, il Genio, il Mito- il Mito di Leonardo nell'arte contemporanea, alla Reggia di Venaria di Torino.
Sempre in novembre, di nuovo Gabriele Simongini lo invita a partecipare alla mostra Archè. Bendini, Boille, Mariani, Turcato nella Basilica di Santa Maria di Collemaggio, L'Aquila, mostra che viene poi trasferita, nel gennaio 2012, nella Sala Giubileo del Vittoriano, Roma. Nel 2012 esce il libro monografico Vasco Bendini a cura di Flaminio Gualdoni e Ivo Iori con una testimonianza di Stefano Agosti (Grafiche Step, Parma), libro che viene presentato prima, a marzo, nella sede della Fondazione Cariparma, a Parma, poi in ottobre all'Accademia Nazionale di San Luca a Roma. Da novembre 2012 a gennaio 2013 espone diciassette opere nella mostra Vasco Bendini/Matteo Montani. Così lontani, così vicini, curata da Gabriele Simongini per il Museo Palazzo de'Mayo (Fondazione Carichieti) a Chieti.
Il 21 febbraio 2013 viene invitato con tre grandi opere recenti alla mostra collettiva Pittori d'oggi Francia/Italia al Palazzo della Promotrice di Torino e il 27 febbraio, in occasione del suo novantunesimo compleanno, si inaugura al MACRO di Roma la mostra Vasco Bendini 1966-67, curata da Gabriele Simongini, un particolare omaggio che il Museo romano gli dedica fino al 5 maggio. In tale circostanza l'artista decide di donare al MACRO due opere di quegli anni: "La scatola U" del 1966 e la "Cabina solare" del 1967. In marzo partecipa alla collettiva Origine (Bendini, Guerrini, Sanna) presso la galleria romana Porta Latina e in agosto alla collettiva PlusUltra organizzata da Francesco Gallo Mazzeo alla Galleria Civica d'Arte Contemporanea di Termoli (LVIII Mostra Nazionale). Ha ricevuto, dall'Associazione La casa dei pensieri, il 1º settembre 2013 a Bologna la "Targa ricordo di Paolo Volponi", uno dei maggiori riconoscimenti culturali promossi nella città felsinea. Ha vissuto e lavorato tra Parma e Roma. È scomparso nel 2015 all'età di 92 anni.

## Vasco Bendini nei musei

### Italia
- Galleria civica d'arte moderna e contemporanea, Torino
- MAGI '900, Pieve di Cento
- MAR, Ravenna
- Galleria civica di Modena, Modena
- MAMbo, Bologna
- Chiesa di San Giorgio in Poggiale, Bologna
- Raccolta Lercaro, Bologna
- Palazzo Fava, Bologna
- Museo Fondazione Cariparma, Parma
- Casa del Mantegna, Mantova
- MART, Rovereto
- Galleria d'arte moderna Achille Forti, Verona
- Galleria d'arte contemporanea Osvaldo Licini, Ascoli Piceno
- Galleria del Premio Suzzara, Suzzara
- Museo di arte contemporanea di Termoli, Termoli
- MACRO, Roma

### Estero
- Princeton University Art Museum, Princeton, Stati Uniti
- Cincinnati Art Museum, Cincinnati, Stati Uniti

## Premi e riconoscimenti
- 1953 - Premio acquisto al I Premio Spoleto
- 1957 - Premio acquisto al V Premio Spoleto
- 1999 - Primo premio al XXXIX Premio Suzzara, ex aequo con Piero Pizzi Cannella ed Arcangelo Esposito
- 2002 - Premio Lissone alla Carriera
- 2010 - Premio Internazionale di Pittura Scultura e Arte Elettronica “Guglielmo Marconi”